# Бирманская рупия
 Бирманская рупия  — в широком смысле наименование некоторых монет и банкнот, эмитированных суверенными или колониальными властями Бирмы в период с 1897 по 1937 год, в узком смысле — денежная единица сначала британской колонии, затем оккупированной Японской империей территории и, наконец, самостоятельного государства Бирма в 1937—1952 годах.

## История
Первой собственной денежной единицей Бирмы является тикаль (европейское название), его местное наименование — бат. В виде монет он чеканился при короле Миндоне (годы правления: 1852—1878) и равнялся индийской рупии. Демонетизирован 1 апреля 1892 года.
В 1883 году некоторые из областей, а в 1885 году вся Бирма стала британской колонией (провинцией в составе Британской Индии), а её денежной единицей была официально провозглашена индийская рупия. Индийские банкноты оставались законным средством платежа в колонии до 1 апреля 1939 года. При этом в 1897—1922 годах правительство Британской Индии выпустило банкноты того же типа, что и индийские рупии, специально для Рангуна, а в 1917 и 1927—1937 годах — для всей территории Бирмы.
С 1 апреля 1937 года, когда Бирма перестала быть одной из провинций Британской Индии и стала самостоятельной колонией Британии, Резервный банк Индии начал выпуск для Бирмы банкнот со штампом «Законное платёжное средство только в Бирме», а в 1938 году — банкнот без такого штампа. Впоследствии эти банкноты были заменены на денежные знаки Бирманского управления денежного обращения (штаб-квартира располагалась в Лондоне). При этом бирманская рупия оставалась равной рупии индийской, для которой в свою очередь устанавливалось и несколько раз пересматривалось твёрдое соотношение с фунтом стерлингов (16-18 пенсов за рупию).
С 1942 года, после оккупации Бирмы Японской Империей, на её территории законным средством платежа были объявлены японский оккупационный доллар (с 31 января 1942 года) и японская оккупационная рупия (с 1 мая 1942 года). Декретом оккупационных властей от 15 марта 1943 года было подтверждено, что довоенная бирманская рупия также является законным средством платежа, однако если ранее она была приравнена к индийской рупии, то теперь — к фунту стерлингов или 1⁄4 оккупационной рупии. Кроме того, 15 января 1944 года японцы основали Бирманский государственный банк, который приступил к выпуску номинированных в бирманских рупиях денежных знаков марионеточного правительства Бирмы. Все оккупационные деньги были аннулированы 1 мая и изъяты из обращения в августе 1945 года после освобождения Бирмы от японской оккупации.
В 1945 году временно эмиссионные функции выполнялись британской военной администрацией, выпускавшей банкноты с надпечаткой «Военная администрация в Бирме — законное платёжное средство в Бирме». Затем свою работу возобновило Бирманское управление денежного обращения. В 1948 году, после провозглашения независимости Бирмы, оно выпустило банкноты от имени правительства Бирмы, а в 1949-м — от имени Союзного банка Бирмы.
1 июля 1952 года бирманская рупия была заменена кьятом в соотношении 1:1.

## 1897—1937 годы: спецвыпуски индийской рупии
С 1897 по 1922 года специально для использования в Бирме были выпущены банкноты в 5, 10 и 100 рупий, которые отличались от индийских. В 1917 году были выпущены 2 ½ рупии, в 1927-м — 50 рупий, а в период между 1927 и 1937 годами — 100 рупий.
Специальные монеты для Бирмы не выпускались.

## 1937—1941 годы: рупия Резервного банка Индии и Бирманского управления денежного обращения
В 1937 году Резервный банк Индии выпустил для Бирмы банкноты в 5, 10 и 100 рупий с надпечаткой «Законное платёжное средство только в Бирме», а в 1938 году — в 5, 10, 100, 1000 и 10 000 рупий без такой надпечатки. Затем эмиссионные права были переданы Бирманскому управлению денежного обращения.
Монеты не выпускались.

## 1942—1945 годы: японская оккупационная рупия и рупия марионеточного правительства Бирмы
В 1942 году японцы выпустили банкноты в 1, 5, 10 центов и ¼, ½, 1, 5, 10 и 100 рупий.
Монеты не выпускались.

## 1945—1952 годы: послевоенная рупия

### Монеты
В 1949 году в обращение были введены монеты достоинством в 2 пья, 1, 2, 4 и 8 пе. Они соответствовали размеру индийских монет в ½, 1 и 2 анна и ¼ и ½ рупий.

### Банкноты
В 1945 году индийская военная администрация выпустила перепечатанные банкноты достоинством в 1, 5, 10 и 100 рупий.
В 1947 году валютный совет Бирмы взял на себя ответственность на выпуск бумажных денег достоинством в 1, 5, 10 и 100 рупий.